# Jules Sandeau

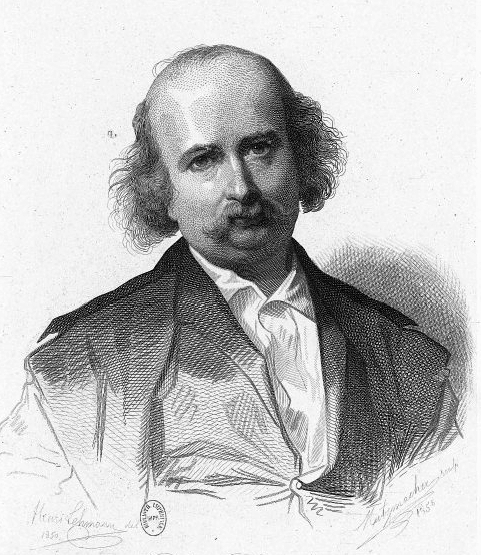
Jules Sandeau
Retrato por Henri Lehmann publicado en L'Artiste en 1858.

Leonard Sylvain Julien Sandeau (Aubusson, 19 de febrero de 1811 - París, 24 de abril de 1883), más conocido como Jules Sandeau, fue un novelista francés.
Nació en la ciudad de Aubusson del departamento de Creuse, y fue enviado a París para estudiar leyes, pero pasó la mayor parte de su tiempo divirtiéndose con otros estudiantes. Conoció a George Sand, en aquel entonces Madame Dudevant, en Le Coudray en casa de uno de sus amigos, y cuando ella llegó a París en 1831 mantuvieron una relación que duró poco tiempo pero que produjo Rose et Blanche (1831), una novela que escribieron juntos y que publicaron bajo el seudónimo de Jules Sand, del cual George Sand tomó su famoso seudónimo.
La obra de teatro, Le Gendre de M. Poirier, es una de las muchas que escribió en colaboración con Émile Augier, en las que el novelista aportaba generalmente la historia mientras que el dramaturgo se ocupaba de la forma teatral. Las novelas de Sandeau fueron menos populares que sus obras teatrales.
Sandeau fue nombrado conservador de la Biblioteca de Mazarin en 1853, elegido para la Académie française en 1858 y nombrado bibliotecario de St Cloud en 1859. Tras la supresión de esta última, después de la desaparición del Segundo imperio francés, fue pensionado.
Jules Sandeau murió en 1883 y fue sepultado en el Cimetière du Montparnasse en París.

## Obras (selección)
- Marianna (1839), en la cual dibuja un retrato de George Sand
- Le Docteur Herbeau (1841)
- Catherine (1845)
- Mademoiselle de la Seiglière (1848), una exitosa ilustración de la sociedad bajo el reinado de Luis Felipe I de Francia, dramatizado en 1851.
- Madeleine (1848)
- La Chasse au roman (1849)
- Sacs et parchemins (1851)
- La Maison de Penarvan (1858)
- La Roche aux mouettes (1871)